# Roberto Tomassini
Roberto Tomassini (nascido em 2 de agosto de 1962) é um ex-ciclista samarinês que competiu no ciclismo nos Jogos Olímpicos de Verão de 1980.